# Lew Alexandrowitsch Fjodorow
Lew Alexandrowitsch Fjodorow (russisch Лев Александрович Фёдоров; * 10. Juni 1936 in Moskau; † 12. August 2017) war ein russischer Chemiker.
Fjodorow war Offizier für chemische Kriegführung. Nach einem Studium der Chemie an der Lomonossow-Universität wurde er 1967 promoviert und 1983 habilitiert. Nach dem Ende der Sowjetunion veröffentlichte er über Chemie- und Biowaffen und über Chemiesicherheit.

## Publikationen
- Chemical Weapons in Russia: History, Ecology, Politics, 1994 (Online)